# Nils Åke Nilsson
Nils Åke Lennart Nilsson, född 1 september 1917 i Karlskrona, död 4 januari 1995, var en svensk slavist, professor i ryska språket och litteraturen, översättare och introduktör av rysk litteratur.
Nils Åke Nilsson blev filosofie licentiat 1943, filosofie doktor 1950, docent i slaviska språk och slavspråkig, särskilt rysk litteratur vid Stockholms högskola 1951, universitetslektor i slaviska språk vid Stockholms universitet 1962–1967, professor i slaviska språk, särskilt ryska språket och litteratur 1967–1983. Han var ledamot av Vitterhetsakademien. 

## Priser och utmärkelser
- 1965 – Elsa Thulins översättarpris